# Hypanartia dione
Hypanartia dione är en fjärilsart som beskrevs av Pierre André Latreille 1811-1819. Hypanartia dione ingår i släktet Hypanartia och familjen praktfjärilar. Inga underarter finns listade i Catalogue of Life.